# Dibra (kommun)
Dibra (obestämd albansk form: Dibër) är en kommun i prefekturen Dibra i Albanien. Kommunen bildades 2015 genom sammanslagningen av kommunerna Arras, Fushë-Çidhën, Kala e Dodës, Kastriot, Lura, Luzni, Maqellara, Melan, Muhurr, Peshkopia, Qendër Tomin, Selishta, Sllova, Zall-Dardha och Zall-Reç. Kommunen hade 61 619 invånare (2011) på en yta av 937,88 km². Kommunens centralort är Peshkopia.